# 2014년 한국방송공사 노조 파업
2014년 한국방송공사 노조 파업 또는 2014년 KBS 노조 파업은 세월호 침몰 사고 사태에 대해 KBS 김시곤 보도국장이 비난으로 여겨질 만한 발언을 한 과정에서 길환영 사장이 세월호 사건 보도 시 지금 해경이 수색작업 중이니 해경에 불리한 보도를 자제하라고 지시하였다며 그것이 청와대에서 지시한 것이라고 주장하면서 노조가 사장이 뉴스보도에 개입하는 것은 공정방송이 아니라며 보도에 개입하는 사장을 해임하라고 요구하는 데서 시작된 파업이다.

## 경과
재난방송 주관 방송사인 KBS 김시곤 보도국장은 회식 도중 세월호 침몰 사고 사망자보다 대한민국에서 교통사고로 죽는 사람이 많다면서 세월호 희생자들에 대한 비하로 받아들여질만한 발언을 하였다.
이 사실을 알게 된 세월호 희생자 유가족들은 5월 8일 KBS 본사에 상경하여 새벽 1시까지 김시곤 보도국장이 나와서 사과할 것을 요구하였으나 거절 당하자, 5월 9일 새벽 청와대로 가서 청와대에 대통령과의 면담을 요구하며 정부의 구조과정 동안의 문제로 인한 안이한 태도와 재난방송 주관 방송사인 KBS 보도국측의 무책임한 처사로 거세게 항의하였다.
날이 밝은 뒤 오후 KBS 김시곤 보도국장은 사직을 위한 폭탄 선언을 하면서 길환영 사장이 윤창중 성추행 사건 등에 대하여 정부에 불리한 보도를 축소하라는 압력을 넣었다고 폭로했다.
이에 KBS 기자협회가 5월 19일부로 제작 거부를 선언함으로써 그 날부터 KBS 뉴스 프로그램들이 결방 및 축소 편성되는 것은 물론 제작 거부에 동참한 기자 출신 뉴스 앵커들이 뉴스 진행에서 빠지는 사태까지 발생하였으며, KBS의 두 노조도 길환영 사장의 퇴진과 공정방송을 요구하는 파업에 대한 찬반 투표를 가결시켰다.
5월 28일 길환영 해임안이 KBS 이사회에 상정되었으나 자정까지 통과되지 않았고, 다음 날 새벽 이사회는 해임안 표결을 6월 4일 지방선거 이후로 연기하자 노조는 그 날 새벽 5시를 기해 본격적인 파업에 돌입하였다.
파업에 들어간 노조는 당초 6월 5일까지 해임안이 통과되지 않을 경우 브라질 월드컵 중계도 거부할 계획이었지만, 6월 5일 KBS 이사회가 해임제청안을 통과시키자 노조는 다음 날 새벽 5시부로 파업을 종료시키고 업무에 복귀하였다.

## 같이 보기
- 2008년 전국언론노동조합 총파업
- 2012년 대한민국 언론 노조 파업
- 2017년 대한민국 언론 노조 파업
- 세월호 침몰 사고